# Simandou
Simandou es una cadena montañosa de 110 km localizada en las regiones de Nzérékoré y Kankan, al sureste de Guinea, en la región montañosa y boscosa de Guinée Forestière. En el extremo sur de la cordillera se está desarrollando actualmente la explotación de un gran depósito de mineral de hierro considerado el más grande del mundo sin explotar.

## Geografía
La cordillera Simandou se extiende de norte a sur, encontrándose al este de Banankoro y Kérouané, desde el sur de la región de Kankan hasta el norte de la región de Nzérékoré. El punto más alto es el Pic de Fon, de 1658 m de altitud, en la parte sur de la cordillera. Otros picos son Pic de Tibé (1504 m) situado en el centro de la formación, y Pic de Going (1431 m) localizado al norte.

## Geología
La Cordillera Simandou consta de una secuencia de itabiritas, filitas y cuarcitas deformadas dentro de las rocas del basamento proterozoico .

## Ecología e historia natural
La cordillera de Simandou es una área importante de conservación para el ecosistema forestal guineano de África occidental, uno de los ecosistemas terrestres biológicamente más ricos y más amenazados del mundo. El ecosistema de los bosques de la Alta Guinea, del que forma parte la cordillera de Simandou, se extiende por el sur de Guinea, Sierra Leona, Liberia, el sur de Costa de Marfil, Ghana y el oeste de Togo . Se estima que la cubierta forestal primigenia una vez cubrió 420000 km2, pero siglos de actividad humana la redujo en un 70%, dejando áreas aisladas de diferentes tipos de bosques que albergan comunidades ecológicas de diversidad excepcional y con numerosas especies endémicas.
La variedad de hábitats que se encuentran en la cordillera de Simandou incluyen la sabana húmeda de Guinea, los bosques de tierras bajas de Guinea occidental, los bosques montanos y de galería, así como el raro y amenazado hábitat de pastizales montanos de África occidental. El bosque del Pic de Fon, en el extremo sur de la cordillera, es un área relativamente intacta de aproximadamente 25600 ha que contiene mucha flora y fauna típicas del ecosistema de los bosques montanos de Guinea, incluidas especies en peligro de extinción como la musaraña nutria Nimba (Micropotamogale lamottei), el chimpancé de África Occidental (Pan troglodytes verus), el mono Diana (Cercopithecus diana diana) y la prinia de Sierra Leona (Schistolais leontica), un ave de las tierras altas de África Occidental presente únicamente en otros tres sitios en el mundo. La rana Hylarana fonensis no se conoce ningún otro lugar.
Hasta ahora el área ha estado protegida por su relativo aislamiento, pero su biodiversidad está amenazada por la expansión de la agricultura, la caza incontrolada de carne de animales silvestres, la tala indiscriminada, los incendios forestales descontrolados, el desarrollo de carreteras, las operaciones mineras destructivas por parte de empresas extranjeras y el crecimiento de la población humana. La falta de capacidad de las agencias gubernamentales para hacer cumplir la legislación ambiental aumenta la amenaza. Los conflictos por la tenencia de la tierra y las prácticas agrícolas de subsistencia que destruyen el ecosistema (agricultura de tala y quema), exacerbadas por la pobreza, son factores que también plantean problemas para el medio ambiente.
La cordillera cuenta con dos bosques protegidos: el Pic de Fon, declarado como tal en 1953, con una superficie de 256 km 2, y Pic de Tibé, designado en 1945, con una superficie de 60,75 km 2 .

## Minería
Simandou tiene el potencial de convertirse en el sitio del mayor proyecto integrado de infraestructura y mina de mineral de hierro jamás desarrollado en África, consistente en la explotación un nuevo gran yacimiento de mineral de hierro y la creación de una nueva línea de ferrocarril de 650 km hasta la costa guineana en Matakong, donde se construirá un nuevo  puerto para exportar el mineral. Sin embargo, los potencialmente lucrativos bloques I y II se vieron envueltos durante varios años en litigios por sospechas de corrupción. Esta corrupción, que se produjo mediante el uso de sobornos, involucró a dos empresas extranjeras occidentales: Rio Tinto, una multinacional minera británico-australiana, y la israelí BSGR.  En torno a 2015 el proyecto minero parecía haberse paralizado debido a la disminución de la demanda mundial de hierro. Sin embargo, se volvió a reactivar el interés por su explotación a finales de 2019 y se confirmó en 2020 con la firma de un nuevo acuerdo con la empresa china SMB-Winning.
La participación pública en construcción de la importante línea de ferrocarril vino siendo motivo de desacuerdo entre las citadas empresas interesadas y el gobierno de Guinea. Este último exigía participar en la infraestructura con 15% pero sin afrontar los costes de construcción.
El 3 de julio de 2022 la junta militar que tomó el poder del país mediante un golpe de Estado en septiembre de 2021, ordenó  que se detuviera todo el trabajo en el proyecto Simandou, frustrada por el rechazo de las empresas en el porcentaje de participación del gobierno. Finalmente las empresas otorgaron al gobierno la deseada participación gratuita del 15% en la empresa JV, La Compagnie du TransGuinéen, lo que significa que no tiene que contribuir al capital necesario para construir la infraestructura.
El ferrocarril atravesará áreas ecológicamente sensibles, incluidos hábitats de chimpancés en peligro crítico. Se espera que genere un cambio socioeconómico significativo al conectar regiones remotas del empobrecido país con el puerto en la prefectura de Forecariah, a unos 80 km al sur de la capital, Conakri.

## Homónimo
Hay una ciudad del mismo nombre en la cercana Côte d'Ivoire (Costa de Marfil) .
Esta ciudad no debe confundirse con Siamandou, situada con  más al oeste.